# Anton Knoll
Anton Knoll (* 21. November 2004 in Wien) ist ein österreichischer Wasserspringer. Bei den Schwimmeuropameisterschaften 2024 in Belgrad gewann er mit Dariush Lotfi die Goldmedaille im Synchron-Bewerb vom 10-Meter-Turm.

## Karriere
Anton Knoll absolvierte mit drei Jahren er ein erstes Probetraining bei der Anja Richter. Mit zehn Jahren stand er für einen Video-Dreh im Vorfeld der Olympischen Spiele 2016 in Rio de Janeiro neben Olympiateilnehmer Constantin Blaha am Zehn-Meter-Turm, bald darauf wurde Knoll in die Trainingsgruppe von Blaha aufgenommen, später wurde er von Blaha-Coach Aristide Brun trainiert.
Bei den Schwimmeuropameisterschaften 2022 belegte er mit Dariush Lotfi den sechsten Platz im Synchron-Bewerb vom 10-Meter-Turm, bei den Schwimmweltmeisterschaften 2022 wurden die beiden Zwölfte. 2023 nahm Knoll für Österreich an den Europaspielen in Krakau teil und belegte den sechsten Platz vom 10-Meter-Turm. Bei den Schwimmweltmeisterschaften 2024 in Doha im Februar 2024 erfüllte er die Olympianorm, im Juni 2024 wurde sein Startplatz für die Olympischen Sommerspiele 2024 in Paris vom Weltverband bestätigt.
Am 21. Juni 2024 holte er bei den Schwimmeuropameisterschaften 2024 in Belgrad gemeinsam mit Dariush Lotfi die Goldmedaille im Synchron-Bewerb vom 10-Meter-Turm. Für Österreich war dies die fünfte EM-Goldmedaille im Wasserspringen und die erste in einem Synchron-Bewerb. Zuvor hatte Constantin Blaha 2016 eine Bronzemedaille bei einer Europameisterschaft gewonnen, die letzte Goldmedaille im Wasserspringen gewann Kurt Mrkwicka 1962. Im Einzel-Finale vom 10-m-Turm wurde Knoll bei den Europameisterschaften 2024 Zehnter.
Bei den Europameisterschaften im Wasserspringen 2025 im türkischen Antalya holte er am 25. Mai 2025 die Bronzemedaille. Im Duo mit Dariush Lotfi belegte er den vierten Platz.

## Erfolge (Auswahl)
- Schwimmeuropameisterschaften 2022 – Platz 6 – 10 m Synchron mit Dariush Lotfi[6]
- Schwimmweltmeisterschaften 2022 – Platz 12 – 10 m Synchron mit Dariush Lotfi
- Europaspiele 2023/Wasserspringen – Platz 6 – 10 m[7]
- Schwimmeuropameisterschaften 2024 – Platz 1 – 10 m Synchron mit Dariush Lotfi[3]
- Europameisterschaften im Wasserspringen 2025
  - Platz 3 – 10 m[11]
  - Platz 4 – 10 m mit Dariush Lotfi[12]

## Auszeichnungen
- 2024: Wiener Sportler des Jahres[13]